# Коэн, Марвин
Марвин Коэн (англ. Marvin L. Cohen, род. 3 марта 1935, Монреаль, Канада) — американский физик. Специалист в области материаловедения и физики конденсированного состояния.

## Награды
Член Национальной академии наук США (1980) .
Награды:
- Премия Оливера Бакли (1979)
- Премия Юлия Эдгара Лилиенфельда (1994)
- Национальная научная медаль США (2001)
- Премия Диксона (2011)
- Thomson Reuters Citation Laureates (2016) [3].
- Медаль Бенджамина Франклина (2017).